# メガネのオオツカ
メガネのオオツカは、VHリテールサービスが滋賀県において展開しているメガネ、コンタクトレンズなどの販売を行うチェーン店。
本稿では、2020年1月31日までの運営企業であり、ビジョナリーホールディングスの100%子会社であった株式会社大塚メガネ（OHTSUKA-MEGANE Co.,Ltd.）についても記述する。

## 概要
1935年に創業し、1976年に法人へ改組。1982年に大塚コンタクトを草津駅前に開業して以降は、滋賀県湖東・湖南地域において店舗を展開している。
グループ全体で「アイケアカンパニー」路線を推し進めていたビジョナリーホールディングスは2019年10月7日に、大塚メガネ全株式を同年10月31日付で取得することを発表。大塚メガネは同年10月31日付でビジョナリーホールディングスの完全子会社となった。ビジョナリーホールディングス傘下入り後も、メガネのオオツカの店舗名は維持される。
大塚メガネは、2020年2月1日に関西アイケアプラットフォームへ吸収合併されて解散。以降は関西アイケアプラットフォームの1ブランドとして存続していたが、関西アイケアプラットフォームも同年11月1日にメガネスーパーから商号変更されたVHリテールサービスへ吸収合併されて解散。以降はVHリテールサービスの1ブランドとして展開している。
なお、滋賀県に所在するビジョナリーホールディングス傘下の店舗はメガネのオオツカのみとなっている。

## 沿革
- 1935年 - 創業。
- 1976年2月21日 - 株式会社大塚メガネとして法人へ改組。
- 2019年10月31日 - 株式譲渡により、ビジョナリーホールディングスの完全子会社となる。
- 2020年
  - 2月1日 - 大塚メガネがビジョナリーホールディングスの子会社である関西アイケアプラットフォームへ吸収合併され解散。メガネのオオツカは関西アイケアプラットフォームの1ブランドとなる。
  - 11月1日 - ビジョナリーホールディングスのグループ再編に伴い、VHリテールサービスが関西アイケアプラットフォームを吸収合併。メガネのオオツカはVHリテールサービスの1ブランドとなる。

## 店舗
滋賀県内において5店舗を展開している。詳細はメガネスーパー店舗検索を参照。